# Era Scaligera
Era Scaligera zwana też erą juliańską – system liczenia lat zaproponowany pod koniec XVI wieku przez francuskiego uczonego Josepha Scaligera. Początkiem ery był 1 stycznia 4713 roku p.n.e.
System, który zaproponował Scaliger polega na ciągłej rachubie dni poczynając od określonego dnia zerowego. Każdy dzień w rachubie Scaligera ma swój własny numer kolejny niezależny od przyjętych kalendarzy. 1 stycznia 1980 roku jest w tym systemie dniem 2 444 240. Rachubę Czasu Scaligera oznacza się literami J.D. (ang. Julian Day). Początek swojej ery Scaliger wyznaczył na dzień, w którym rozpoczynają się trzy cykle: księżycowy Metona (19-letni), słoneczny (28-letni powstały z kombinacji czteroletniego cyklu roku przestępnego i siedmiu dni tygodnia) oraz cykl podatkowy wprowadzony w 312 roku przez cesarza Konstantyna I, zwany cyklem indykcji (15-letni). Cykle te zbiegają się 1 stycznia 4713 roku, co przypada mniej więcej na początek czasów historycznych i nie wymaga w związku z tym liczenia wstecz. Początki tych trzech cykli zbiegają się ponownie po 7980 latach. Okres ten nazywany jest okresem juliańskim i liczy 7980 x 365,25 = 2 914 695 dni.